# Sîrotînka, Berezivka
Sîrotînka (în ucraineană Сиротинка) este un sat în comunei Striukove din raionul Berezivka, regiunea Odesa, Ucraina.

## Demografie
Componența lingvistică a localității Sîrotînka
     Ucraineană (81,82%)
     Română (9,49%)
     Rusă (3,56%)
     Belarusă (1,19%)
     Alte limbi (0,4%)
Conform recensământului din 2001, majoritatea populației localității Sîrotînka era vorbitoare de ucraineană (81,82%), existând în minoritate și vorbitori de română (9,49%), rusă (3,56%), armeană (3,16%) și belarusă (1,19%).